# Kupiuka
Kupiuka – rodzaj pająków z rodziny skakunowatych. Obejmuje osiem opisanych gatunków. 

## Morfologia i zasięg
Pająki o ciele długości od 2 do 4 mm, w kształcie nieco wydłużonym i spłaszczonym. Po bokach przedniej części karapaksu leżą pola ziarenkowanego oskórka. Szczękoczułki mają po dwa zęby na przednich krawędziach bruzd i po jednym na krawędziach tylnych. Odnóża pierwszej pary odznaczają się obecnością w odsiebnej części uda trzech zmodyfikowanych szczecinek wyrastających po przednio-bocznej stronie. Nogogłaszczki samca mają po przednio-bocznej stronie uda wcisk. Genitalia samicy wyróżniają się na tle całej podrodziny gruczołową ścianą przewodu kopulacyjnego rozwiniętą w jakby dodatkową spermatekę, przypuszczalnie homologiczną w gruczołem kwiatokształtnym Dendryphantinae, podczas gdy właściwe spermateki są niewyróżnialne.
Rodzaj neotropikalny, południowoamerykański, endemiczny dla Brazylii, znany ze stanów Amazonas, Pará, Mato Grosso, Alagoas i São Paulo.

## Taksonomia
Takson ten wprowadzony został w 2010 roku przez Gustava R.S. Ruiza na łamach „Zootaxa”. Gatunkiem typowym wyznaczono opisaną w tej samej publikacji K. extratheca. Do rodzaju tego należy osiem opisanych gatunków:
- Kupiuka adisi Ruiz, 2010
- Kupiuka extratheca Ruiz, 2010
- Kupiuka heteropicta Ruiz, 2010
- Kupiuka murici Ruiz, 2010
- Kupiuka overalli Ruiz, 2010
- Kupiuka paulista Ruiz, 2010
- Kupiuka taruman Ruiz, 2010
- Kupiuka vochysiae Ruiz, 2010